# Robert Keith
Pour les articles homonymes, voir Robert Keith (historien).
Robert Keith est un acteur et scénariste américain né le 10 février 1898 (certaines sources[Lesquelles ?] disent 1896) à Fowler (Indiana), mort le 22 décembre 1966 à Los Angeles (États-Unis).

## Filmographie

### comme acteur
- 1924 : The Other Kind of Love : George Benton
- 1930 : Abraham Lincoln : Courier
- 1930 : Just Imagine : Chorus member
- 1931 : White Shoulders : Bit Part
- 1931 : Bad Company : Professor
- 1931 : White Shoulders de Melville W. Brown
- 1933 : The Shadow Laughs : George Hackett
- 1947 : Boomerang (Boomerang!) : Mac McCreery
- 1947 : Le Carrefour de la mort (Kiss of Death) d'Henry Hathaway : Judge
- 1949 : Tête folle (My foolish Heart), de Mark Robson : Henry Winters
- 1950 : Une rousse obstinée (The Reformer and the Redhead) : Tim Harveigh
- 1950 : Edge of Doom de Mark Robson : Lieutenant Mandel
- 1950 : Dans l'ombre de San Francisco (Woman on the Run) de Norman Foster : Inspector Martin Ferris
- 1950 : Marqué au fer (Branded) : T. Jefferson Leffingwell
- 1951 : Quatorze heures (Fourteen Hours) de Henry Hathaway : Paul E. Cosick
- 1951 : Si l'on mariait papa (Here Comes the Groom) de Frank Capra : George Degnan
- 1951 : Face à l'orage (I Want You) de Mark Robson : Thomas Greer
- 1952 : Just Across the Street de Joseph Pevney : Walter Medford
- 1952 : Somebody Loves Me de George Seaton : Sam Doyle
- 1953 : Le Cirque infernal (Battle Circus) de Richard Brooks : Lt. Col. Hilary Walters
- 1953 : Le Joyeux Prisonnier (Small Town Girl) de Leslie Kardos : Judge Gordon Kimbell
- 1953 : La Nuit sauvage (Devil's Canyon de Alfred Werker : Warden Steve Morgan
- 1953 : L'Équipée sauvage (The Wild One) de Laslo Benedek : Sheriff Harry Bleeker
- 1954 : L'Aigle solitaire (Drum Beat) de Delmer Daves : Bill Satterwhite
- 1954 : Un amour pas comme les autres (Young at Heart) de Gordon Douglas : Gregory Tuttle
- 1955 : La Vénus des mers chaudes (Underwater!) de John Sturges : Father Cannon
- 1955 : Les Pièges de la passion (Love Me or Leave Me) de Charles Vidor : Bernard V. Loomis
- 1955 : Blanches colombes et vilains messieurs (Guys and Dolls) de Joseph L. Mankiewicz : Lieutenant Brannigan
- 1956 : La Rançon (Ransom !) de Alex Segal : Police Chief Jim Backett
- 1956 : Le Temps de la colère (Between Heaven and Hell) de Richard Fleischer : Col. Cousins
- 1956 : Ecrit sur du vent (Written on the Wind) de Douglas Sirk : Jasper Hadley
- 1957 : Cote 465 (Men in War) de Anthony Mann : The Colonel
- 1957 : Mon homme Godfrey (My Man Godfrey) de Henry Koster : Mr. Bullock
- 1958 : La Tempête (La Tempesta), d'Alberto Lattuada : Capitaine Mironov
- 1958 : The Lineup de Don Siegel : Julian
- 1959 : Ceux de Cordura (They Came to Cordura) de Robert Rossen : Col. Rogers
- 1960 : La Ruée vers l'Ouest (Cimarron) de Anthony Mann : Sam Pegler (owner, 'Oklahoma Wigwam')
- 1961 : Les Cavaliers de l'enfer (Posse from Hell) de Herbert Coleman  : Captain Jeremiah Brown
- 1961 : Les Horaces et les Curiaces (Orazi e curiazi) : Tullius Hostilius, Roi de Rome

### comme scénariste
- 1932 : Destry Rides Again (en)